# Igor Štuhec
Igor Štuhec (* 15. Dezember 1932 in Sveta Ana bei Maribor, Königreich Jugoslawien; † September 2024 in Slowenien) war ein slowenischer Komponist.
Štuhec studierte an der Musikakademie Ljubljana bei Matija Bravničar. 1964–1966 war er an der Wiener Akademie für Musik und darstellende Kunst. Bei Karlheinz Stockhausen besuchte er einen Sommerkurs.
Er hat einen Prešeren-Preis gewonnen.